# Храм Иоанна Воина (Миголощи)
Храм Иоанна Воина — приходской православный храм в деревне Миголощи Хвойнинского района Новгородской области. Принадлежит к Хвойнинскому благочинию Боровичской епархии Русской Православной церкви. Памятник архитектуры федерального значения.
Построен в 1812 году в честь победы русского войска над Наполеоном. Архитектура храма относится к стилю ампир.
В 1944 году была уничтожена колокольня.
В 1993 году храм вернули верующим, после чего началось его восстановление.
В 2012 году была восстановлена роспись на алтарной апсиде, обновлён иконостас, установлены новые Царские врата.
К юго-востоку от храма находится Миголощское кладбище.